# 艾迪·羅薩里奧
艾迪·曼紐爾·羅薩里奧（英語：Eddie Manuel Rosario，1991年9月28日—），為美國職棒大聯盟的左外野手，目前為自由球員，先前曾效力過雙城、印地安人、勇士與國民等隊。他曾代表波多黎各國家棒球隊參加2013年與2017年的經典賽賽事，兩次都拿下了銀牌。
2013年球季結束後，羅薩里奧因為使用禁藥被判處禁賽50場。2015年5月6日，羅薩里奧才登上大聯盟，並在大聯盟首打席敲出全壘打。

## 職業生涯

### 明尼蘇達雙城

#### 2015年
5月6日，羅薩里奧登上大聯盟。他在比賽的第一個打席面對史考特·卡茲米爾敲出大聯盟首轟，他也成為大聯盟第115位大聯盟生涯首打席就開轟的球員。這年雙城讓老將托利·杭特、艾倫·希克斯、羅薩里奧還有新秀拜倫·布克斯頓組成雙城這季的外野陣容。儘管這年羅薩里奧季中才升上大聯盟，不過他敲出了美聯最多的單季15支三壘安打。這年他的打擊率為2成67，並敲出13轟。

#### 2016年
隨著杭特在2015年球季結束後退休，加上希克斯被交易至洋基隊，因此羅薩里奧成為了球隊的主力外野手。不過由於表現慢熱加上羅比·葛洛斯曼與麥克斯·克普勒兩位外野手的崛起，所以羅薩里奧被下放到3A。後來他在球季末重返大聯盟，這年他出賽92場比賽，打擊率為2成69，並敲出10轟與32分打點。

#### 2017年
6月13日，羅薩里奧達成了生涯首次的單場三響砲。8月13日，他以單週4成44的打擊率和4支全壘打拿下美聯單週最佳球員。這年他出賽151場比賽，打擊率為2成90，並敲出27轟與78分打點。

#### 2018年
4月18日，雙城與印地安人的系列賽在波多黎各舉辦。而羅薩里奧也在這場比賽的16局下靠著隊友的再見安打跑回球隊致勝分。6月3日，他第二次達成單場三響砲的紀錄，而且還包含了一支再見全壘打。這年他的防守率為全大聯盟左外野手最低的9成67。而他的打擊率為2成88，並敲出24轟與77分打點。不過這年他卻沒能入選入選明星賽，也是本屆明星賽的遺珠之一。

#### 2019年
這年他的打擊率為2成76，而他的揮棒率59.1%也是這季大聯盟最高的紀錄。

#### 2020年
這年他出賽57場比賽，打擊率為2成57，並敲出13轟與42分打點。12月1日，他被球隊放進讓渡名單。隔日球隊宣布不與羅薩里奧續約，他也因此成為自由球員。

### 克里夫蘭印地安人
2021年1月29日，羅薩里奧與印地安人簽下1年800萬美元的合約。

### 亞特蘭大勇士
2021年7月30日，印地安人將羅薩里奧交易到勇士，換來巴勃羅·桑多瓦爾。

## 國際賽
羅薩里奧都代表波多黎各參加2013年與2017年的世界棒球經典賽。而他都擔任球隊的右外野手和第七棒，最後波多黎各兩次都拿下銀牌。

## 個人生活
羅薩里奧目前和他妻子育有3個小孩。

## 外部連結
- 球員資訊和成績在MLB，ESPN，Baseball-Reference，Fangraphs（英文）
- 艾迪·羅薩里奧在台灣棒球維基館上的頁面（繁體中文）
- 艾迪·羅薩里奧的X（前Twitter）
- 艾迪·羅薩里奧的Instagram帳戶

| 成就                 | 成就                   | 成就                     |
| -------------------- | ---------------------- | ------------------------ |
| 前任： 弗萊迪·弗里曼 | 完全打擊 2021年9月19日 | 繼任： 克里斯蒂安·葉力奇 |